# Dekanat Wadowice-Północ
Dekanat Wadowice – Północ – jeden z 45 dekanatów w rzymskokatolickiej archidiecezji krakowskiej.

## Parafie
W skład dekanatu wchodzi 10 parafii:
- parafia Narodzenia św. Jana Chrzciciela – Chocznia
- parafia św. Archaniołów Michała Gabriela i Rafała – Frydrychowice
- parafia św. Marcina – Marcyporęba
- parafia Przemienienia Pańskiego – Radocza
- parafia Nawiedzenia NMP – Tłuczań
- parafia św. Joachima i Anny – Tomice
- parafia Ofiarowania NMP – Wadowice
- parafia św. Mikołaja – Witanowice
- parafia Wniebowzięcia NMP – Woźniki
- parafia św. Marii Magdaleny – Wysoka

## Historia
Dekanat Wadowice – Północ powstał 25 marca 1992 na mocy bulli Jana Pawła II Totus Tuus Poloniae Populus z rozdzielenia dekanatu Wadowice na dwa dekanaty: Wadowice – Południe i Wadowice – Północ.

### Dziekani
- ks. infułat Kazimierz Suder – proboszcz parafii Ofiarowania NMP w Wadowicach – dziekan (do 7 lutego 1998)
- ks. kan. Józef Gwiazdoń – proboszcz parafii św. Archaniołów Michała Gabriela i Rafała we Frydrychowicach – dziekan (7 lutego 1998 – 12 czerwca 2007)
- ks. infułat Jakub Gil – proboszcz parafii Ofiarowania NMP w Wadowicach – dziekan (12 czerwca 2007 – 17 września 2012)[2]
- ks. kan. Stanisław Jaśkowiec – proboszcz parafii Ofiarowania NMP w Wadowicach
- ks. kan. Zbigniew Bizoń – proboszcz parafii Narodzenia św. Jana Chrzciciela w Choczni
- ks. kan. Jarosław Żmija – proboszcz Bazyliki w Wadowicach – dziekan (od 2020)

## Sąsiednie dekanaty
Dekanat Andrychów (diec. bielsko-żywiecka), Dekanat Czernichów, Dekanat Kalwaria, Dekanat Skawina, Dekanat Wadowice-Południe, Dekanat Zator.